# Estelle Evans
Estelle Evans (geb. Rolle; * 1. Oktober 1906 in Rolle Town, Bahamas; † 20. Juli 1985 in New York City) war eine US-amerikanische Schauspielerin.

## Laufbahn

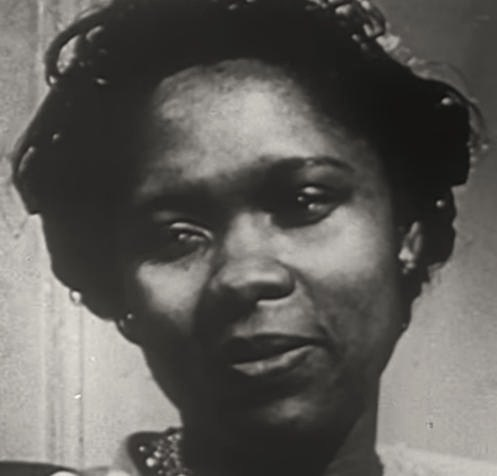
Estelle Evans in Einer von den Stillen (1948)

Estelle Evans ist die Tochter von Jonathan R. Rolle (1883–1953) und Elizabeth Iris Rolle, geb. Dames (1887–1981). Das Paar hatte 18 Kinder, zu denen auch die Schauspielerinnen Rosanna Carter und Esther Rolle gehörten. Sie heiratete 1935 William Evans (1905–1984) und nahm dessen Familiennamen an.
Evans war ursprünglich Schauspiellehrerin und gab ihr Filmdebüt in dem Dokumentarfilm Einer von den Stillen (1948). Erst vierzehn Jahre später folgte ihre erste Spielfilmrolle als Haushälterin Calpurnia in Wer die Nachtigall stört. Danach trat sie bis 1984 etwas regelmäßiger in Film und Fernsehen auf. Für ihre Darstellung in Gordon Parks’ Drama Haß (1969) erhielt sie 1969 den NAACP Image Award. Ihr schauspielerisches Schaffen umfasst rund ein Dutzend Produktionen.
In der Saison 1981/82 spielte sie am New Federal Theatre in New York City in dem Stück Steal Away.
Evans starb 78-jährig in New York City, ihr Grab befindet sich auf dem Westview Community Cemetery in Pompano Beach.

## Filmografie
- 1948: Einer von den Stillen (The Quiet One) (Dokumentarfilm)
- 1962: Wer die Nachtigall stört (To Kill a Mockingbird)
- 1963: Gnadenlose Stadt (Naked City, Fernsehserie, Folge 4x29)
- 1968: Black Journal (Fernsehserie, Folge 1x02)
- 1969: Haß (The Learning Tree)
- 1969: My Father, Gordon Parks (Dokumentarfilm)
- 1975: Die Jeffersons (The Jeffersons, Fernsehserie, Folge 2x05 Revanche muss sein!)
- 1975: Good Times (Fernsehserie, Folge 3x07)
- 1977: Ausgetrickst (A Piece of the Action)
- 1979: Hollow Image (Fernsehfilm)
- 1981: See China and Die (Fernsehfilm)
- 1982: American Killing (The Killing Hour)
- 1984: Tales of the Unknown South (Fernsehfilm)